# Pensées mortelles
Pour plus de détails, voir Fiche technique et Distribution.
Pensées mortelles (titre original : Mortal Thoughts) est un film américain réalisé par Alan Rudolph, sorti en 1991.

## Synopsis
Une jeune mère de famille auditionnée à témoigner dans le cadre d'un meurtre perpétré par sa meilleure amie ne cesse de dérouter les deux inspecteurs chargés de l'affaire.

## Fiche technique
- Titre français : Pensées mortelles
- Titre original : Mortal Thoughts
- Réalisation : Alan Rudolph
- Scénario : William Reilly & Claude Kerven
- Musique : Mark Isham
- Photographie : Elliot Davis
- Montage : Tom Walls
- Production : John Fiedler & Mark Tarlov
- Sociétés de production : Columbia Pictures Corporation, NV Studios, Polar Entertainment Corporation & Rufglen Films
- Société de distribution : Columbia Pictures
- Pays de production :  États-Unis
- Langue : Anglais
- Format : Couleur - Dolby - 1.85:1
- Genre : Thriller
- Durée : 99 min
- Dates de sortie : 
  - États-Unis : 19 avril 1991
  - France : 20 novembre 1991

## Distribution
Légende : Version Française = VF, et Version Québécoise = VQ
- Demi Moore (VF : Clara Borras ; VQ : Linda Roy) : Cynthia Kellogg
- Glenne Headly (VF : Frédérique Tirmont ; VQ : Chantal Baril) : Joyce Urbanski
- Bruce Willis (VF : Patrick Poivey ; VQ : Jean-Luc Montminy) : James Urbanski
- John Pankow (VF : Serge Blumenthal) : Arthur Kellogg
- Harvey Keitel (VF : Daniel Russo ; VQ : Éric Gaudry) : L'inspecteur John Woods
- Billie Neal (VF : Marie-Christine Darah) : L'inspecteur Linda Nealon
- Frank Vincent (VF : Jacques Richard ; VQ : Hélène Mondoux) : Dominic
- Christopher Scotellaro (VF : Lionel Henry) : Joey
- Karen Shallo : Gloria
- Kelly Cinnante (VQ : Hélène Mondoux) : Cookie
- Star Jasper (VF : Dorothée Jemma) : Lauren
- Larry Attile (VF : Jean Lescot) : Sidney Levitt

## À noter
- Robin Wright fut approchée pour le rôle de Cynthia Kellogg.
- Bruce Willis et Glenne Headly retourneront de nouveau ensemble sous la houlette d'Alan Rudolph dans Breakfast of Champions sorti en 1999.